# Ernesto Corripio Ahumada
Ernesto Corripio (y) Ahumada, mehiški duhovnik, škof in kardinal, * 29. junij 1919, Tampico, † 10. april 2008.

## Življenjepis
25. oktobra 1942 je prejel duhovniško posvečenje.
27. decembra 1952 je bil imenovan za pomožnega škofa Ciudad Victoria-Tamaulipasa in za naslovnega škofa Zapare; 19. marca 1953 je prejel škofovsko posvečenje.
2. februarja 1956 je bil imenovan za škofa Ciudad Victoria-Tamaulipasa, 25. julija 1967 za nadškofa Antequere, 11. marca 1976 za nadškofa Puebla de los Angelesa in 19. julija 1977 za nadškofa Méxica. Z zadnjega položaja se je upokojil 29. septembra 1994.
30. junija 1979 je bil povzdignjen v kardinala in imenovan za kardinal-duhovnika Immacolata al Tiburtino.